# Stack Overflow
Stack Overflow（スタックオーバーフロー）はStack Exchange Networkの一つで、コンピュータや情報技術、特にプログラミング技術に関するナレッジコミュニティである。サービスはジェフ・アトウッドとジョエル・スポルスキによって2008年に開始された。Stack Overflowという名称は、2008年4月、Atwoodが運営するブログの読者による投票で決定された。
本サービスはコンピュータ・プログラミングの広範囲なトピックを扱っていることが特色である。ウェブサイトは質問と回答を行う機能、またそれらに対する評価付け、wikiやdiggに似た文書の編集機能を備えており、ユーザの活発な参加を促している。Stack Overflowのユーザは良質な回答を行うことによって、評価ポイントや「バッジ」を得ることができ、本サービスは伝統的なQ&Aサイト・フォーラムにゲーミフィケーションを施したものと言える。全てのユーザによる記述内容はクリエイティブ・コモンズライセンス下にある。
2019年3月時点で、Stack Overflowの登録ユーザは約1020万人であり、2600万を超える質問が存在する。質問に付加されたタグによると、Stack Overflowの一般的なトピックは、JavaScript、Java、C#、PHP、Android、Python、jQuery、HTML、C++等である。
2014年12月に日本語版であるスタック・オーバーフローが開設された。2019年3月時点で、スタック・オーバーフローの登録ユーザは約2万人であり、2万を超える質問が存在する。質問に付加されたタグによると、スタック・オーバーフローの一般的なトピックは、Python、JavaScript、Swift、iOS、Ruby on Rails、PHP、Android、Java、C#等である。